# 今帰仁城

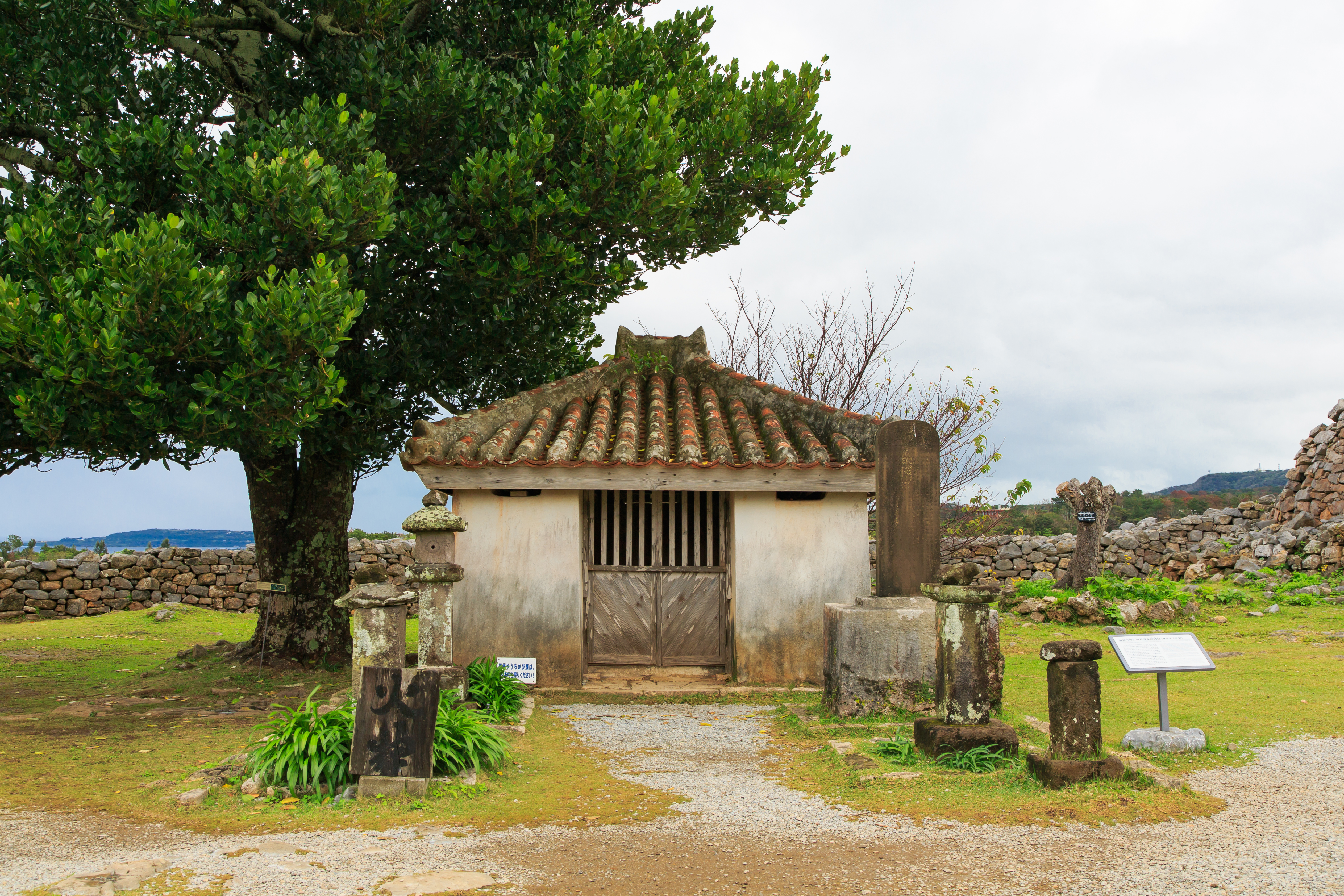
主郭にある火之神の祠

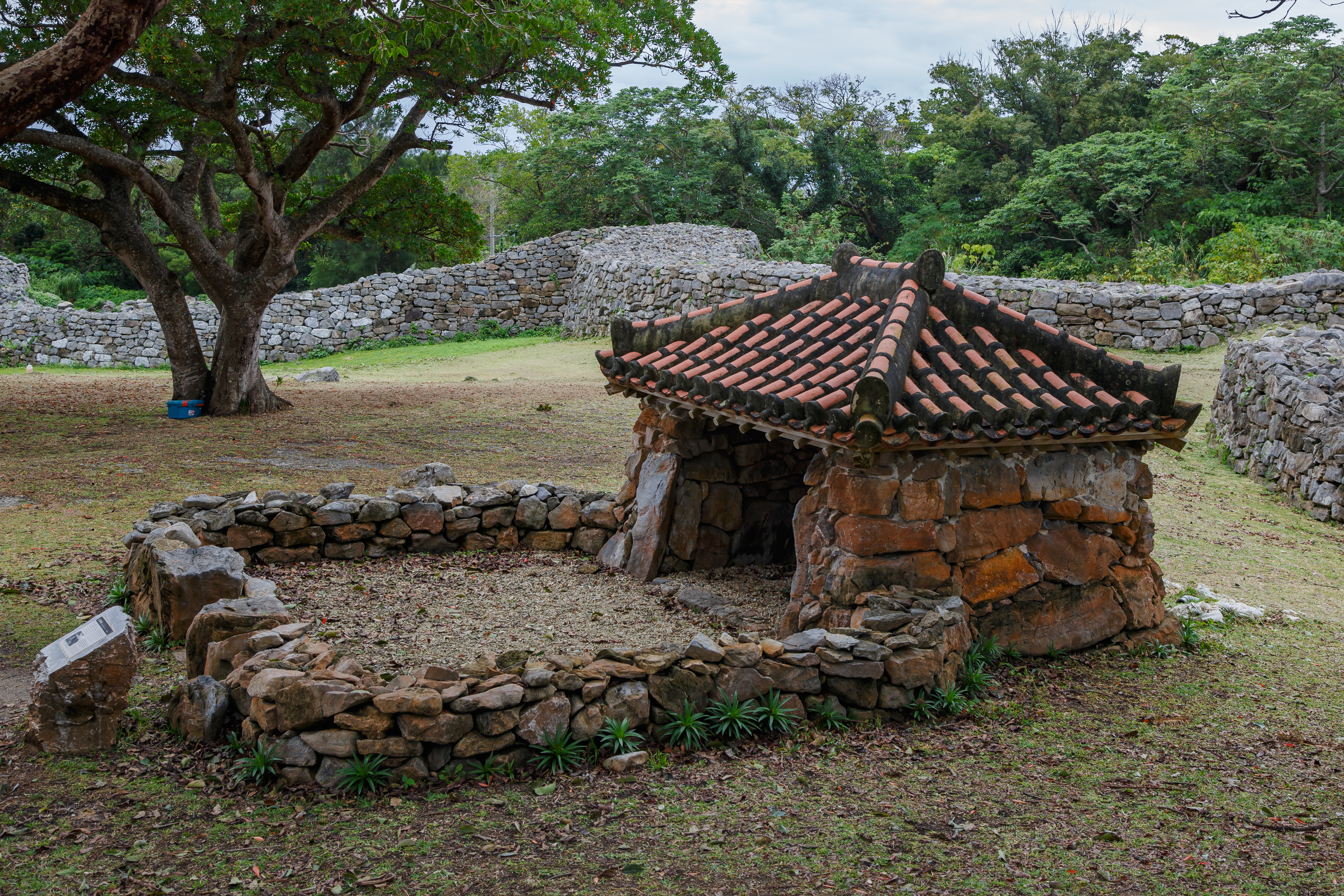
古宇利殿内（フイドゥンチ）

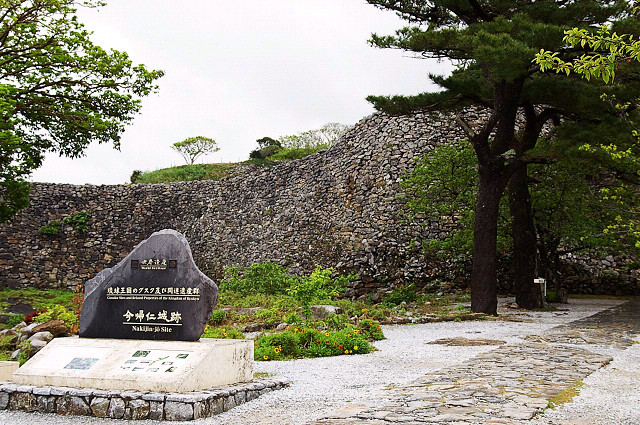
今帰仁城跡入口

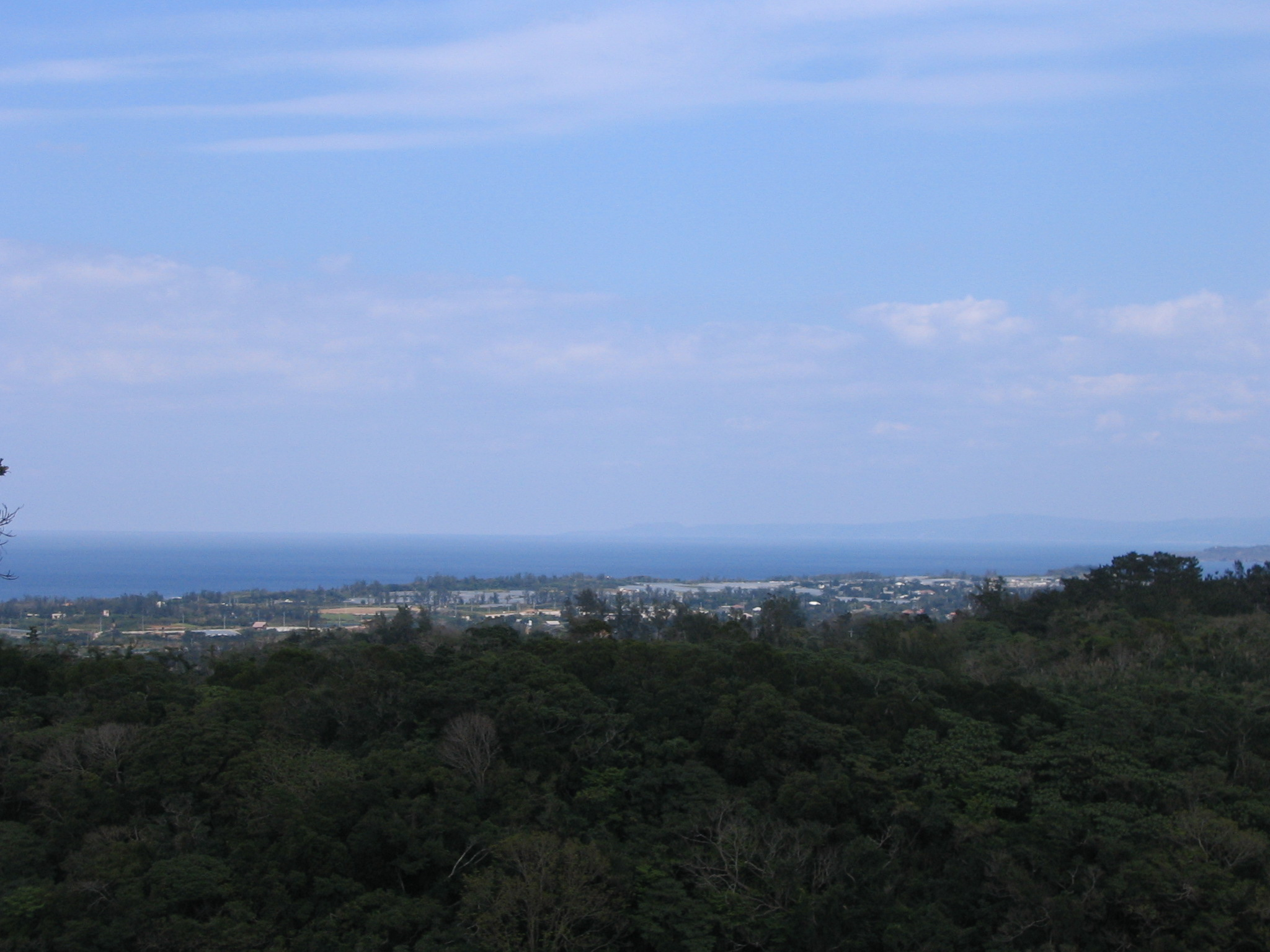
御内原からの眺望

今帰仁城（なきじんぐすく、なきじんじょう、別名：北山城（ほくざんじょう、ほくざんぐすく））は、沖縄県国頭郡今帰仁村に位置する城跡である。
14世紀、琉球王国成立以前に存在した北山の国王・北山王の居城であった。国の史跡、世界文化遺産の一部に指定されている。

## 伝説と略歴
現地の伝説によれば、今帰仁世の主が築いたと伝わるが、伝説上の王統・舜天王統が始まるよりも遥か前の事だと言う。さらに利勇の反乱により世主は尽く滅亡したと伝わる。なお、現在まで発見された城郭跡は12 - 13世紀頃の築城である。
『中山世鑑』や『中山世譜』によれば、伝説王・舜天の兄(異母弟とも)、大舜とその子が城主となり、のち舜天二世・舜馬順煕の子、今帰仁世の主（義本王とは兄弟）が城主となる。なお、この代の今帰仁世の主の二世（不詳）の養子となり今帰仁城主を継いだのが英祖王の次男、湧川王子と伝わる。
湧川王子と子孫は代々城主を継ぐが、係累の怕尼芝に討たれ、それまでの城主係累は滅亡、離散する（その子孫に護佐丸がいる）。北山王国の始まりである。怕尼芝より前代は伝記と系譜だけで年代は分かっていないため伝説に近い。
明の洪武帝『明太祖実録』に北山王国の朝貢と今帰仁城の事が記述されている（現存する文献上、最も古い記録）。
1416年、北山王国は中山王尚巴志に滅ぼされるが、以後は北山監守が置かれた。1609年の琉球侵攻後、1665年（康熙4年）には廃止されている。以降は具志川御殿十世今帰仁朝義と係累が琉球処分まで監守跡を管理した。

## 概要
『おもろさうし』に見える今帰仁の古名は「みやきせん」と言う。
今帰仁城内からは中国や東南アジアなどの陶磁器が多く出土し、往時の繁栄をうかがわせる。北山は尚巴志に1416年（応永23年・永楽14年。1422年（応永29年・永楽20年）説もある）に滅ぼされるが、北山が滅ぼされた後も旧北山統治の要所として引き続き使用され、北山監守が派遣された。1609年の薩摩藩による琉球侵攻の際には、その攻撃の第一目標となった。
第二次世界大戦後に石垣などの遺構の整備が進み、1972年（昭和47年）5月15日の沖縄返還と同時に、今帰仁城跡として国の史跡に指定される。門から城の中心部へと向かう階段（戦後に造られたもの）の左右にはカンヒザクラの並木があり、毎年1月末 - 2月初めに開花する。本部町の八重岳などと並び、桜の名所として知られている。城内には志慶真乙樽歌碑や山北今帰仁城監守来歴碑記などの碑もある。
2000年（平成12年）11月に首里城跡などとともに、琉球王国のグスク及び関連遺産群としてユネスコの世界遺産（文化遺産）に登録された（登録名称は今帰仁城跡）。
2006年（平成18年）4月6日、日本100名城（98番）に選定された。
2010年（平成22年）2月22日に国の史跡地域が追加され、史跡名称が今帰仁城跡 附シイナ城跡へ改められた。

### 史績、城域
南北350 m、東西800 m、面積37,000 m2。県内最大級の城（グスク）として名高い。複数の城郭により区切られ、本丸的な王邸、城主側近の武士の邸宅跡などが確認できる。城下も広く、ミームングスク、ターラグスクなどの出城もある。
出土品には14 - 15世紀頃の中国製陶磁器が多く、後北山の朝貢貿易の影響と見られ、中国の様々な文物がある。他には高麗青磁器、東南アジアや日本からの焼物もある。さらに武具類、祭祀品など様々なものも出土する。

## 附シイナ城跡
シイナ城跡は今帰仁城跡から南東6キロの今帰仁村字呉我山三謝原にあり、13世紀中に築城され短期間で廃城された。石垣跡が見られる。
今帰仁の築城以前の中心拠点として、シイナ城に按司が住んだが、用水に不足し、今帰仁城に移ったと言う伝承がある。

## 現地情報
世界遺産登録以降、城跡は徐々に整備および修復作業の強化が行われた。また駐車場が城跡入口付近へ、場内に入る際のチケット販売所がグスク交流センターへ移設された。2005年（平成17年）9月1日、グスク交流センターや観光バス駐車場などの周辺設備の整備に伴い、今帰仁城跡のみの入場料が今帰仁城跡と今帰仁村歴史文化センターの共通料金となり、300円から400円に値上げされた。2023年（令和5年）4月からは600円に改定されている。

### 観覧料
今帰仁村歴史文化センターと共通
- 大人：600円
- 中高校生：450円
- 小学生以下：無料

### アクセス
バス路線
今帰仁城跡バス停
- 四島線・やんばる急行バス

今帰仁城跡入口バス停（徒歩15分程度）
- 65番・本部半島（渡久地）線（琉球バス交通・沖縄バス）
- 66番・本部半島（今帰仁）線（琉球バス交通・沖縄バス）

名護バスターミナルからだと66番の方が早く到着でき、運賃も安くなる。
- 888番・やんばる急行バス